# Reginald D. Hunter

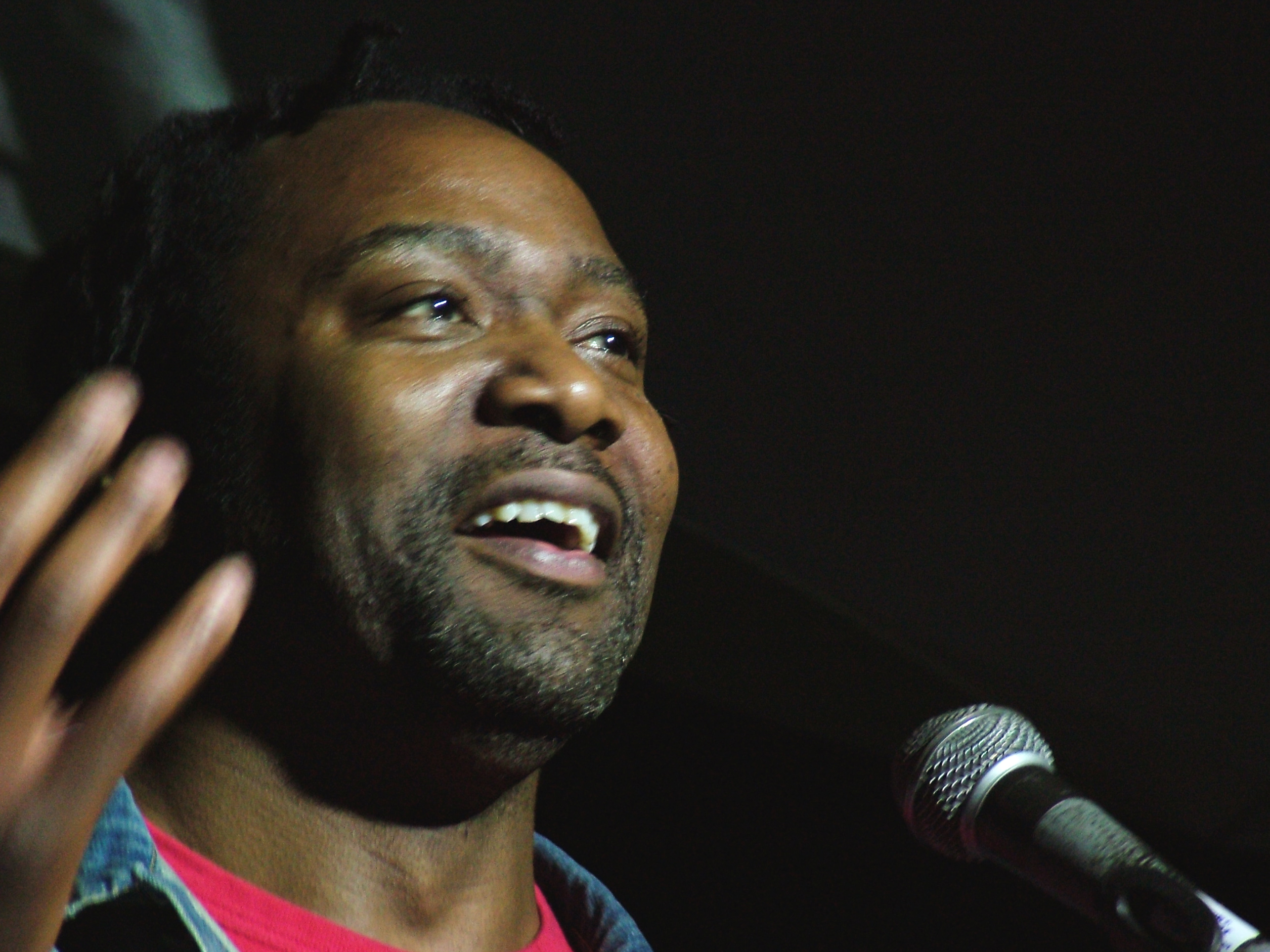
Reginald D. Hunter in 2006

Reginald Darnell Hunter (26 maart 1969) is een Amerikaanse stand-upkomiek en televisiepersoonlijkheid die al ruim 20 jaar in Groot-Brittannië woont. Zijn shows gaan vaak over de sociale problemen tussen blanke en zwarte mensen, zijn liefdesleven en zijn ervaringen in Engeland als buitenstaander. Hunter is ook in verschillende Britse televisieprogramma's te zien geweest.

## Loopbaan
Toen Hunter 27 was, volgde hij een theateropleiding in Engeland. Bij een bezoek aan een comedyclub daagde een van zijn vrienden hem uit het podium te betreden. Hij ging de weddenschap aan en kwam erachter dat 'stand-up' wel iets voor hem was. In een interview op de Britse televisie vertelde hij ooit dat als het die eerste keer een flop was geworden hij waarschijnlijk nooit een carrière als komiek had nagestreefd.

## Gebruik van het woord "nigger"
In de titels van zijn shows en in de shows zelf gebruikt Hunter vaak het woord nigger en afgeleiden daarvan. Zijn shows Reginald D Hunter: Pride & Prejudice... & Niggas en Trophy Nigga werden in sommige steden onder andere namen aangekondigd en affiches voor zijn shows werden niet toegestaan in de metrostations van Londen.
In april 2013 werd Hunter gevraagd op te treden tijdens het PFA Gala, een avond georganiseerd door de vakbond van Britse voetballers. Ook bij deze gelegenheid gebruikte Hunter het woord nigger, waar later kritiek op kwam van de PFA en enkele aanwezigen. Hunter werd beschuldigd van racisme, iets waartegen hij zich verzette, omdat hij het woord zou gebruiken in een antiracistische context.

## Televisie
Hunter is sinds 1998 in meerdere Britse televisieprogramma's te gast geweest. Voorbeelden hiervan zijn:
- 8 Out of 10 Cats
- QI
- Have I Got News for You
- The Graham Norton Show
- Would I Lie to You?

Tevens had Hunter zijn eigen documentaire op de BBC in 2015 getiteld Reginald D Hunter's Songs of the South, waarin hij terugkeerde naar zijn geboortestaat Georgia om de muziekgeschiedenis te onderzoeken.

## Dvd-uitgaven
Tot op heden zijn twee van Hunters shows uitgebracht op dvd. Dit zijn:
- Live (2011)
- Live: In the Midst of Crackers (2013)